# Rodolfo Martínez (cantante)
Saturnino Rodolfo Martínez (San Miguel de Tucumán, Tucumán, Argentina; 22 de junio de 1909 - Id; 6 de agosto de 1989) fue un cantor de tangos y folclore argentino.

## Carrera
Martínez fue un popular intérprete de tangos de las primeras décadas del siglo XX. Aprendió guitarra en su adolescencia salteña con el Payo Solá.
Radicándose en su niñez en Montevideo, se inició en 1932 en Radio Carve, pasando luego a Buenos Aires donde fue vocalista de José Tinelli y Pedro Laurenz.
Siendo estribillista de la orquesta de Tinelli en 1935 comparte escenario con la esposa de este la actriz y cancionista Chola Bosch, con quien hace un aplaudido dúo por la emisora LR3 Radio Belgrano.
Posteriormente se inclinó por el folklore integrando el famoso dúo Martínez-Ledesma con el músico y cantor Víctor Manuel Ledesma, con quien hizo diversas presentaciones en el interior entre 1941 y 1945 y en Chile en 1944. A Ledesma lo había conocido en 1932 en Montevideo, mientras este último residía allí junto al recitador Fernando Ochoa y el poeta Claudio Martínez Payva. Ese mismo año el dúo tuvo su debut en Radio Westinghouse, cantando El Boyero. En 1934, ya en Buenos Aires, se presentaron por las radios Prieto y Stentor, y 1937 por Radio El Mundo. A partir de 1938 contó por varios años con el acompañamiento del pianista Carlos García.
Su nivel de popularidad para la década del '30 fue tan alto que llegó a ser convocado para grabar la banda musical en 1937 de la película La virgencita de madera, dirigida por Sebastián M. Naón, interpretados por los hermanos Pepe y César Ratti. En 1957 vuelve a la pantalla grande bajo la dirección de  Miguel Morayta, con Amor se dice cantando con Miguel Aceves Mejía y Julia Sandoval.
Rodolfo Martínez falleció el domingo 6 de agosto de 1989 a la edad de 80 años en la capital tucumana.